# Joe Dallesandro
Joe Dallesandro (* 31. prosince 1948 Pensacola, Florida, USA) je americký herec.

## Biografie
Ačkoliv se narodil na Floridě, již v dětství se přestěhoval do New Yorku.
V polovině 60. let zkoušel dráhu fotomodela a herce v gay pornografických filmech, zejména v časopisech a krátkých filmech Boba Mizera a jeho Athletic Model Guild.
Pak se setkal s Andy Warholem a Paulem Morrisseyem a natočil s nimi film Four Stars (****) (1997). Později hrál v několika dalších Warholových a Morrioseyových filmech, jako jsou San Diego Surf, The Loves of Ondine, Lonesome Cowboys, Flesh (1968), Trash (1970) nebo Heat (1972). Dallesandro se stal jedním z nejpopulárnějších Warholových herců. Filmový kritik The New York Times Vincent Canby o něm v roce 1968 napsal: „Má tak nádherně vyrýsovanou postavu, že jsou ženy i muži při pohledu na něj u vytržení.“
Další dva filmy z roku 1974, Andy Warhol's Frankenstein a Andy Warhol's Dracula se natáčely v Evropě a po skončení jejich natáčení se Joe Dallesandro rozhodl zde zůstat. V roce 1976 hrál po boku britské herečky Jane Birkinové ve filmu Serge Gainsbourga Je t'aime moi non plus. Do konce dekády pak pokračoval v účinkování zejména ve francouzských a italských filmech a v 80. letech se vrátil do Ameriky a postupně si našel místo i v mainstreamové kinematografii.
První pozoruhodnou rolí v tomto období byl gangster Lucky Luciano ve filmu Francise Coppoly The Cotton Club. Hrál v Critical Condition (1987) s Richardem Pryorem, v Západ slunce (Sunset, 1988) s Brucem Willisem a Jamesem Garnerem, v Cry-Baby (1990) s Johnnym Deppem, v Milenci se zbraní (Guncrazy, 1992) s Drew Barrymoreovou a ve filmu Stevena Sodenbergha Angličan (The Limey, 1999). Objevil se i v několika epizodních rolích televizních seriálů Wiseguy, Miami Vice a Matlock.